# Aegnor
Aegnor är en fiktiv karaktär i J.R.R. Tolkiens berättelse om Midgård. Han är son till Finarfin och är en mäktig Noldorhärskare och krigsherre. Det sägs att hans ögon brinner av eld och hans gyllene hår är stramt och rakt. Han är känd för att vara en rätt så generös och storsint individ. Aegnor är Galadriels äldre bror och är yngre bror till Finrod Felagund och Angrod. Han följde med de landsflyktiga under ledning av Fingolfins här med sin bror Angrod, på grund av sin vänskap med Fingon.
Han bosatte sig med sin bror på Dorthonions norra sluttningar, där han såg Andreth som ung och de förälskade sig i varandra. Men han kunde inte besvara hennes kärlek då han var med i belägringen av Angband, eftersom enligt Eldars lag får man inte ingå äktenskap under krigstid. Det sägs att på grund av henne skulle han inte ta en alvisk dam som sin hustru.
Tillsammans med Angrod höll han Dorthonions högländer mot Morgoths styrkor. Både Aegnor och Angrod dödades under Dagor Bragollach.